# Serain Communal Cemetery Extension
Serain Communal Cemetery Extension is een Britse militaire begraafplaats met gesneuvelden uit de Eerste Wereldoorlog, gelegen in de Franse gemeente Serain (departement Aisne). 
De begraafplaats ligt langs de weg van Serain naar Walincourt-Selvigny op 400 m ten noordwesten van het dorpscentrum (Église Saint-Sauveur) en sluit aan bij de westelijke rand van de gemeentelijke begraafplaats. Ze werd ontworpen door Arthur Hutton en heeft een rechthoekig grondplan met een oppervlakte van 630 m². Het terrein wordt omsloten door een ruwe natuurstenen muur.
Het Cross of Sacrifice staat centraal tegen de oostelijke muur en in de tegenoverliggende muur bevindt zich een rustbank. De toegang aan de straatzijde bestaat uit een metalen hek tussen natuurstenen steunen. De begraafplaats wordt onderhouden door de Commonwealth War Graves Commission.
Er liggen 110 doden begraven waaronder 19 niet geïdentificeerde.

## Geschiedenis
Tijdens de bezetting door de Duitse troepen werd de gemeentelijke begraafplaats van Serain aan de noordwestelijke kant uitgebreid om hun gesneuvelden te begraven. 
Het dorp werd op 8 oktober 1918 door de 66th (East Lancashire) Division veroverd waarna de huidige Britse uitbreiding aan de noordwestelijke zijde van de Duitse werd aangelegd. Na de wapenstilstand werd de Duitse uitbreiding verwijderd waarbij 264 Duitse, 7 Russische en 1 Amerikaans graf naar andere begraafplaatsen werden overgebracht. De Britse graven die op de Duitse uitbreiding en andere Duitse begraafplaatsen lagen werden naar de huidige Britse uitbreiding overgebracht.
Onder de geïdentificeerde slachtoffers zijn er 84 Britten, 4 Australiërs, 1 Canadees, 1 Nieuw-Zeelander en 1 Duitser.
Onderscheiden militairen
- G.J. Cunnack, kapitein bij de Royal Engineers werd onderscheiden met het Military Cross (MC).
- T. Gallagher, regiment sergeant-majoor bij de Connaught Rangers werd onderscheiden met de Meritorious Service Medal (MSM).
- G. Cobb, soldaat bij het Gloucestershire Regiment werd onderscheiden met de Distinguished Conduct Medal (DCM).
- de korporaals C. Andrews (Machine Gun Corps (Infantry)) en Benjamin O’Brien (Border Regiment) en geleider William J.O. Ambery (Australian Field Artillery) werden onderscheiden met de Military Medal (MM).